# Pietra Ligure
Pietra Ligure là một đô thị ở tỉnh Savona ở vùng Liguria của Ý, có khoảng cách khoảng 60 km về phía tây nam của Genoa và khoảng 20 km về phía tây nam của Savona. Tại thời điểm ngày 31 tháng 12 năm 2004, đô thị này có dân số 9.101 người và diện tích là 9,7 km².
Đô thị Pietra Ligure có các frazione (đơn vị cấp dưới) Ranzi.
Pietra Ligure giáp các đô thị: Bardineto, Boissano, Borgio Verezzi, Giustenice, Loano, và Tovo San Giacomo.